# Chaumont (Torí)
Chaumont (en occità, Chaumont; en piemontès, Cimon, en italià, Chiomonte) és un municipi italià, situat a la ciutat metropolitana de Torí, a la regió del Piemont. L'any 2007 tenia 1.012 habitants. Està situat a la Vall de Susa, una de les Valls Occitanes. Forma part de la Comunitat Muntanyenca Alta Vall de Susa. Limita amb els municipis d'Exilhas, Giaglione, Gravere i Usseaux

## Administració
| Període | Identitat            | Partit        |
| ------- | -------------------- | ------------- |
| 2004-   | Renzo Augusto Pinard | Llista cívica |